# 袋棍球

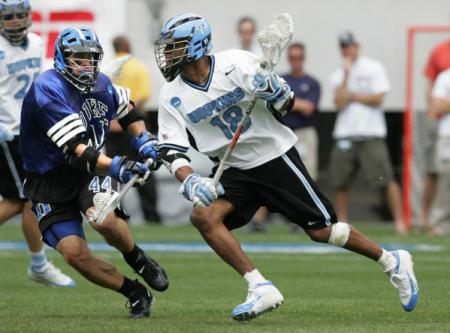
男子袋棍球競賽

袋棍球（英語：Lacrosse），又譯棍網球，指的是一種使用頂端具有網狀袋子的長棍作為持球工具的團隊球類運動。
袋棍球起源於北美原住民部落，在現代美國和加拿大是為國民運動。原本原住民的袋棍球不限人數，最多可達雙方各一千餘人。移民至此的法國人發現後，加以改良並制訂規則，再隨著法國的殖民地擴散到今日的美國和加拿大，而形成現代形式的袋棍球。
袋棍球有四種主流玩法：室外男子、室外女子、室內男子以及軟式袋棍球的比賽。主要流行於北美地區，加拿大將本運動比為冰球，是該國的夏季國球。得分的形式是把圓球射進對手的龍門內，勝利歸於入球較多一方，而比賽時，球員要求用棍子來傳、接和運球。防守以阻止對手射門及讓對手所持的球從棍的網子內跌出來為主，守衛容許用手持的棍來擊打對方，身體的碰撞，或者站在恰當的位置，來進行合法的防守

## 歷史

### 源起

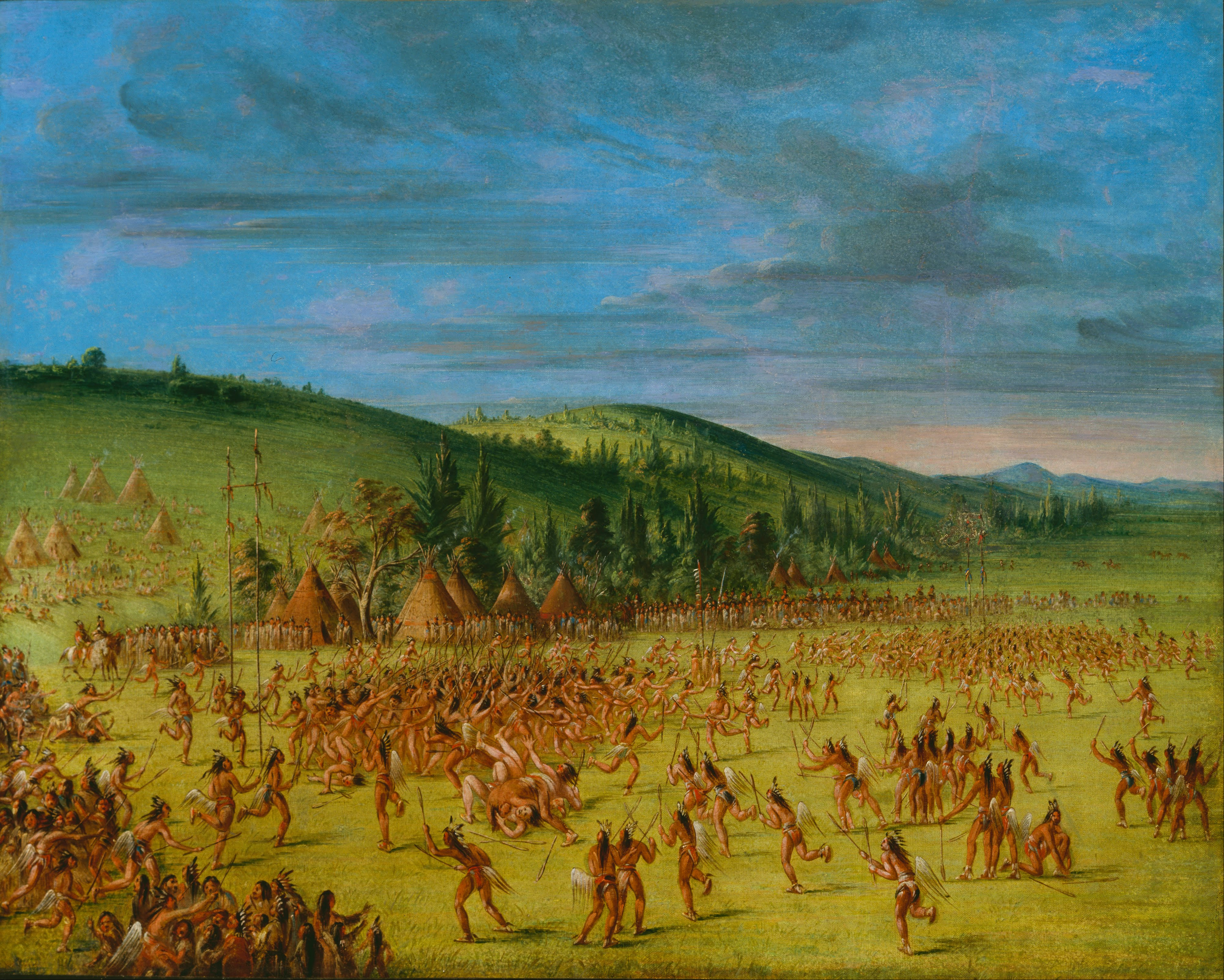
古印地安人球賽

發明袋棍球的人以及第一次的袋棍球比賽已經無從稽考，但起源自居住於美洲的原住民卻是不爭的事實。
最早的袋棍球活動可能要追溯到公元前5000年，不過之後經過多次的改變。根據有跡可尋的古人版本，每一隊的人數由100至1,000名男性在500碼至幾哩長的草地上比賽，一次這類型的比賽往往歷時兩至三日，由日出到日落。古人用這種球類比賽來表達對造物者的感謝，他們視為一種偉大的儀式。
早期的袋棍球在部落群以神聖的意義和社區中無可取代的地位多年來佇立於美洲大陸上。年輕的男性以能代表自己的部族比賽為榮，是戰士的最高榮譽，這是因為他們認為棍網球是一項對肉體和精神上的無比鍛煉，在他們的圈子裏，參加比賽是為了對造物主的尊敬，或者會形容為「造物主的遊戲」。
1637年，一名法國的耶穌會傳教士在易洛魁聯盟的部落看到袋棍球比賽，亦是第一位歐洲人描述這競技。
1856年，一名加拿大牙醫成立了滿地可（Montreal）袋棍球俱樂部。1867年，該名牙醫將原始的袋棍球玩法推向現代玩法。如：比賽的時間大幅縮短，不再是幾日幾夜；每隊出場人數縮減至12人。比賽形式類似現代的打法。所以該名牙醫可以稱謂「現代棍網球之父」。而同年就進行第一埸修改了的比賽。在接著的20世紀，這運動開始在北美的高中，學院和大學萌芽。棍網球曾經列為1928及1932年奧運會的表演項目。

### 20世紀後的發展

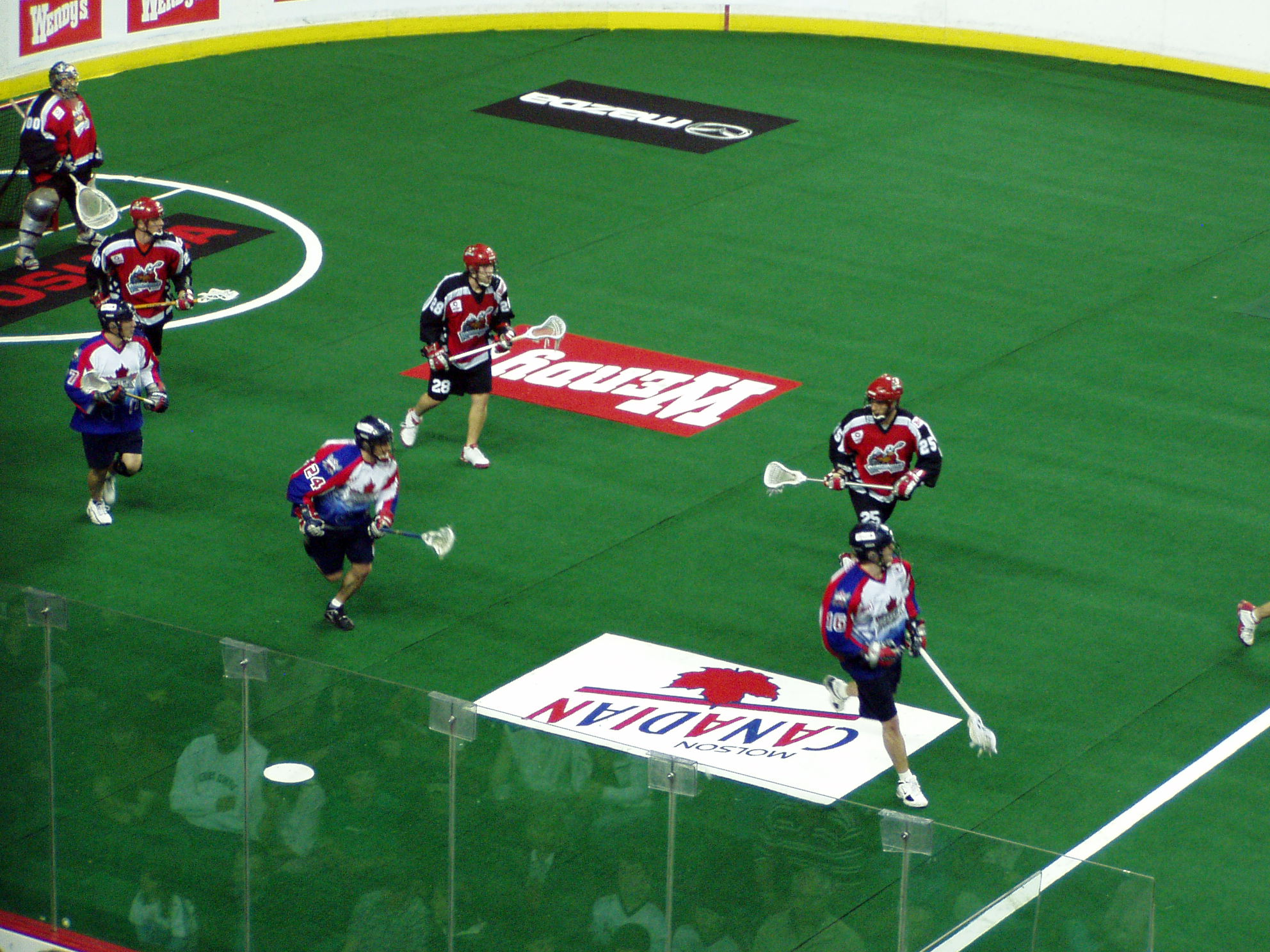
國家袋棍球聯盟（NLL）的比賽場面

20世紀初的美國，袋棍球只是活躍於美國東岸的地區性運動，例如在麻省、紐約、北卡羅萊納州、賓夕法尼亞州，以及弗吉尼亞州。
到了20世紀中後期，袋棍球開始向西岸發展，紮根處有中西岸的奧克拉荷馬州、德克薩斯州，而西岸就有亞利桑那州、猶他州、加州和華盛頓州等。袋棍球運動通過了當地人的大力推廣，在剛過去的20世紀，成功在美國境內各地不斷發展，尤其以中西岸一帶風氣最盛行。順帶一提，袋棍球運動同時亦在加拿大各個省份大受歡迎，包括魁北克省、安大略省、曼尼托巴省、薩斯喀徹溫省、艾伯塔省、卑詩省，以及其他省份等。
這項運動除了得到全國的高中、大學及青訓計劃的支持外，亦在媒體間漸漸地增加了曝光率。現在越來越多人認識了袋棍球，使由全美大學體育協會舉辦的袋棍球總決賽的觀眾入座率在該會其他的球類總決賽中一直維持相當高的水準。
20世紀之後，袋棍球五度進入奧運比賽，其中在1904和1908年作為正式比賽項目（當時比賽形式是十人制）。1987年和2001年，北美地區分別出現了兩種規則的職業袋棍球聯盟，即國家袋棍球聯盟（NLL）和北美職業袋棍球大聯盟（MLL）。

## 型式
- 草地袋棍球
- 室內袋棍球
- 軟式袋棍球

## 草地袋棍球

男子袋棍球場地

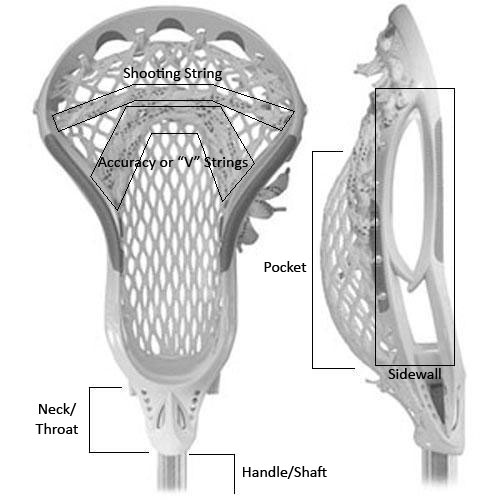
男子袋棍球球棍（頂端部分）

草地袋棍球是一項體能和心理質素需求很高的運動，講求速度、爆發力和身體的對抗性、閱讀球場的思維及作出正確決定的判斷力。

### 球員
每隊派出十人應戰，分別是三名前鋒、三名中場、三名後衛及一名守門員。每位球員都手持球棍。球員需用棍上的網持球，作帶、傳、接、鏟、射的動作，最後把球射進有守門員把守的龍門為入球。

### 玩法
室外比賽的球場長100米，闊55米，大小等於一個草地足球場。
龍門高1.8米、闊1.8米。它座落在一個直徑長5.5米的圓圈內。該圓圈的英文為＂crease＂，可以形容是守門員的小禁區，只不過，對方的任何球員都禁止踏入這個禁區內（除了進球以外），即使踏在圍繞著禁區的圓線上也不可，兩者都會視作犯規。
比賽結束後，最多入球的一方為勝者。棍有兩種：短棍及長棍。前者總長1至1.1米，適合前鋒和中場使用；後者總長1.3至1.8米，適合後衛使用，但亦有中場會用。至於守門員用的球棍則界乎1至1.8米。棍身的長度有嚴格的要求，過長或過短會被視為犯規，禁止出場。
在雙方的後半場各有一個限制區，英文為＂restraining box＂。在每一節的開始，和每一個入球後，都需要重新開球。開球的方式正是這運動獨有的，英文為＂face-off＂。開球的位置在場的正中心，雙方各派出一名球員，他們會將自己的球棍水平地放在球的附近，棍有網的一端最接近球，而棍身同中場線成平行。球證未曾鳴笛前，雙方的球棍都不許觸球，當球證鳴笛後，球員多數會盡力把球網蓋在球上，然後撥給隊友，這過程絕對是個人速度和力量的比拼。至於雙方的前鋒和後衛是不容許越過限制區前的線，英文為＂restraining line＂，直到其中一方的中場在開球的較量中成功地奪得球或球滾進限制區內。
換人可以在比賽的任何時間進行。不過，有一條球例要遵守的，合法的換人，一定要在指定的換人區內。

### 犯規
大部分的情況下，該犯規球員會被安排到介乎雙方後備區之間的受罰席就座，而該隊將會在一定的時間內（因犯規而引起）以少打一人的情況下繼續比賽。主要的犯規行為會被區分到兩大類：技術犯規（technical foul）和個人犯規（personal foul），兩者一般以犯規的嚴重性來衡量，後者比前者嚴重。
觸犯技術犯規的一方會被罰攻守轉換或者要求該犯規球員出場並施以30秒的禁止落場令；而觸犯個人犯規的一方，多數情況下，則會要求該犯規球員出場並施以一分鐘的禁止落場令。

## 國際賽事
國際袋棍球總會轄下有44個成員國。自1968年開始，聯盟每四年會舉辦一次世界袋棍球錦標賽，至今一共舉行了11次的錦標賽，美國國家隊贏了9次，只有在1978和2006年的決賽輸給加拿大國家隊。
歐洲袋棍球錦標賽是僅次於世界袋棍球錦標賽的國際大型袋棍球賽事。這項賽事自1995年開始，由歐洲袋棍球聯盟負責。在2001年前，比賽是每年一次，直到2001年，聯盟將比賽改以四年舉辦一次的方式進行。2004年以前，只有7個國家參加，不過到了上屆2008年在芬蘭舉行的錦標賽，一共有18個國家派隊出賽。是次比賽，英國國家隊得第一，荷蘭第二，德國第三。
而分別在1904和1908年的夏季奧運會，十人制袋棍球都是其中一項的比賽項目，這兩屆的冠軍都屬於加拿大國家隊；時隔120年的2028年夏季奧運再次列入比賽項目，不過比賽形式由十人制簡化為六人制。另外，在1928、1932及1948年的夏季奧運會則被列入為表演項目。
袋棍球國際賽隊伍，有一支特別的易洛魁聯盟國家隊；這支國家隊是由六大易洛魁印第安人部族組成的原住民勢力，他們象徵了古代袋棍球的延續，其國際賽的表現十分優秀，曾三度在世界錦標賽獲得殿軍，室內世界錦標賽更有過亞軍的好成績。

## 組織
- 國際袋棍球總會
- 國家袋棍球聯盟
- 北美職業袋棍球大聯盟

## 外部連結
- 國際袋棍球聯合會 （页面存档备份，存于）
- 中国棍网球 （页面存档备份，存于）
- 中國香港棍網球總會 （页面存档备份，存于）
- 中華民國袋棍球運動協會 （页面存档备份，存于）